# Пиччоли, Луиджи
Луиджи Пиччоли (итал. Luigi Piccioli; 1812—1868) — итальянский певец и вокальный музыкальный педагог.
На протяжении многих лет работал в Санкт-Петербурге, в том числе в Санкт-Петербургской консерватории. По воспоминаниям учившейся у него певицы Ирины Оноре, Пиччоли был учеником Андреа Ноццари и лучшим петербургским вокальным педагогом.
В 1856 г. у Пиччоли начал заниматься музыкой 16-летний Пётр Чайковский, вспоминавший спустя 35 лет в интервью американскому журналисту: «Он был первым человеком, обратившим внимание на мои музыкальные склонности, и оказал на меня огромное влияние». Считается, что именно Пиччоли привил Чайковскому вкус к итальянской музыке. В то же время роль Пиччоли, отличавшегося эксцентричными манерами, в развитии личности Чайковского встречает и негативные оценки биографов: так, Нина Берберова писала, что «эта странная, подозрительная фигура безвкусием своим, южным темпераментом, бесцеремонным поведением, дурной славой как бы довершала картину той пустой и пёстрой жизни, в которой так свободно и весело чувствовал себя Чайковский».
Среди других учеников Пиччоли, в частности, Богомир Корсов.